# Szatmár-Beregi-síkság
A Szatmár–Beregi-síkság ami két további kistájra a Szatmári-síkra és a Beregi síkra bomlik az  Alföldnek mint nagytájnak a részét képezi, és a Felső-Tisza-vidék középtájhoz tartozik. Határvonala nyugaton a Nyírség, északon a Tisza, keleten és délen pedig Ukrajna és Románia területére nyúlik át.
A terület az Északkeleti-Kárpátok és az Erdélyi-szigethegység északi, valamint a Nyírség kelet-északkeleti része között fekvő alföldi peremsüllyedék része, melynek tengerszint feletti magassága (a tarpai és a barabási Tipet hegyet nem számítva) 106–124 méter között változik, a magasságkülönbség 18 méter, tehát tökéletes síkság, mely a pleisztocén és holocén időszakban lezajlott tektonikus mozgások, és a folyók eróziós, akkumulációs munkája során alakult ki.

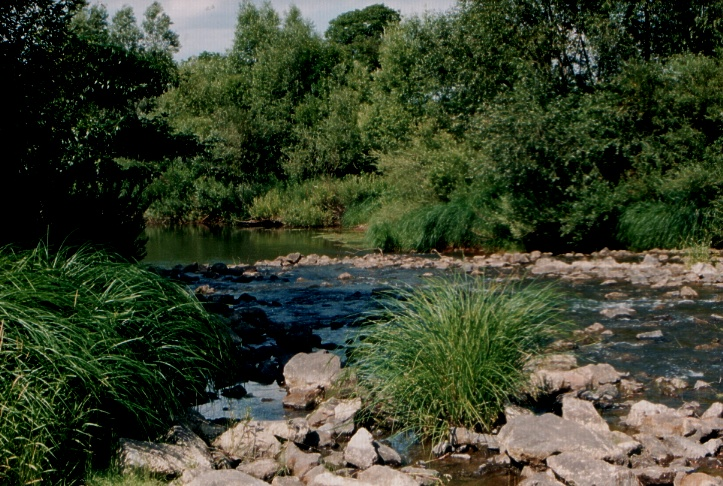
A Túr Sonkádnál (Kisbukó)

A terület kultúrtörténeti értékeit tekintve az Alföld egyik legszebb és leggazdagabb mikrorégiója.
A Szatmári- és a Beregi-síkság között, 37 település külterületén helyezkedik el, a 22 246 hektár területet magába foglaló mozaikos szerkezetű Szatmár-beregi Tájvédelmi Körzet is, amelyből 2307 hektár fokozottan védett.

## Földrajza

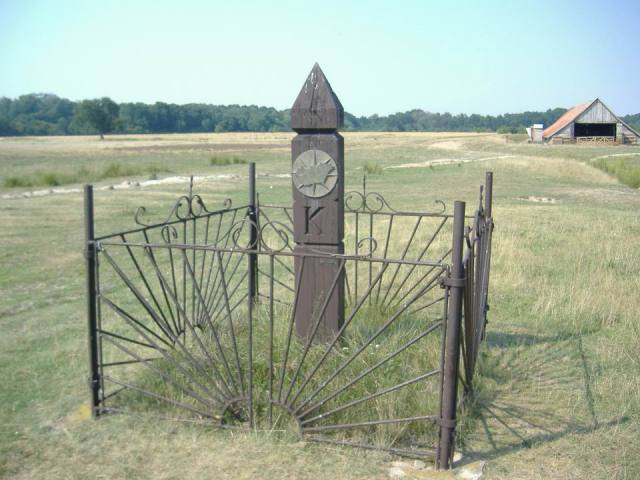
Garbolc, a Magyarország legkeletibb pontját jelző emlékművel

A peremsüllyedéket északról és keletről a fiatal, harmadidőszakban kialakult kárpáti vulkánok koszorúja, délről a Szilágysági dombvidék és a Bükk, nyugat és délnyugat felől pedig a Nyírség nagyrészt pleisztocén kori hordalékkúpja határolja. A Kárpátokból érkező folyók által épített hordalékkúp keleti része a Nyírség mai peremének törésvonala mentén, a pleisztocén-holocén időszak között lesüllyedt, ez a lassú süllyedési folyamat jelenleg is tart. A megsüllyedt területen a folyóvízi erózió átformálta és fiatalabb öntésüledékkel takarta be a korábbi hordalékkúp felszínét.

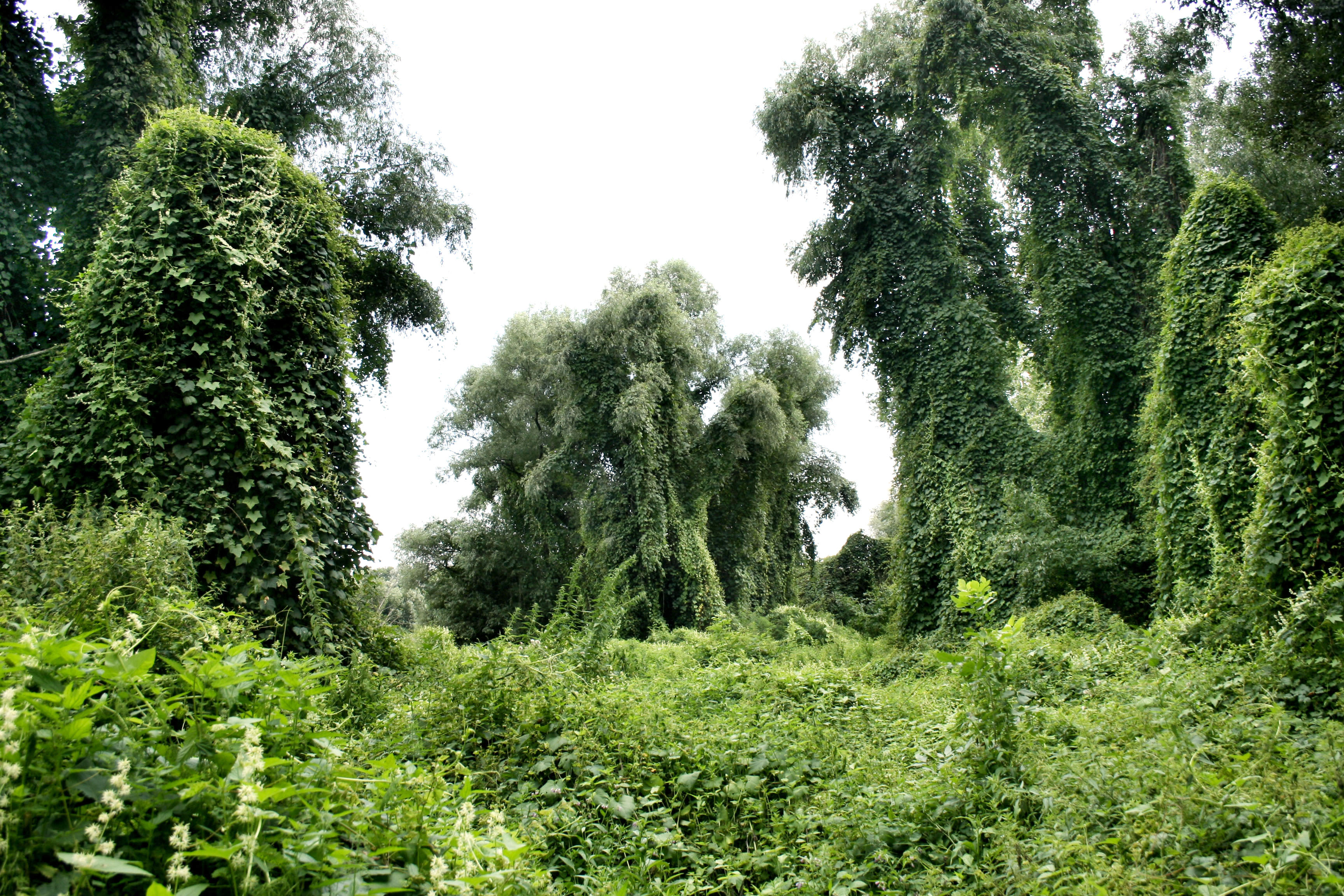
Ártéri erdősáv a Tisza mentén

A terület nagy részét síkra egyengetett agyagos öntések borítják, amelyek a környező domb- és hegyvidékekről lehordott löszös üledékek révén keletkeztek. E Jégkorszak végi löszös-homokos üledék csak a Beregi-síkság néhány pontján, (például Csaroda mellett) maradt a felszínen. A  táj legidősebb képződményei a fiatal harmadidőszaki (pliocén) képződésű, szigetszerű, apró "romvulkánok", melyek kiemelkedő tájképi értéket képeznek. Ilyen úgynevezett romvulkán található például a Barabás község közelében fekvő, főképp riolit kőzetből álló 221 méter magas Kaszonyi-hegy, mely már Ukrajna területére esik, valamint a dacit alapkőzetű Tarpai-Nagyhegy, melynek legmagasabb pontja 156 méter. Mindkettőt 1-4 méter vastagságú lösztakaró borítja.
A Szatmár-Beregi-síkság legnagyobbrészt fiatal (holocén) folyami öntéseken alakultak ki, melynek talajképző kőzete nagyrészt öntésiszap és agyag. Ebből és a klimatikus viszonyokból adódóan a területet túlnyomóan öntéstalaj és a réti talaj borítja, de az egykori Ecsedi-láp területén láptalajok is találhatók. 
A Szatmár-Beregi-síkság vizeinek nagy része Magyarország határain túli peremhegységekből, főleg keleti-délkeleti irányból érkezik.
A terület legnagyobb folyója a Tisza, mely, Tiszabecs felettig számtalan mellékággal, zátonnyal, sellővel rendelkező, kavicsos medrű, mely innentől válik kanyargós, síkvidéki folyóvá, melynek esése a szabályozások elkezdése óta -  mederrövidülés miatt - jelentősen megnőtt, ezért medre egyre mélyebbre vágódik be és Tivadarnál már a két métert is eléri, és bal parti mellékfolyója, a Túr Garbolctól, az országba való belépés pontjától már ásott mederben folyik, de a Sonkádtól kezdődően a régi mederben az Öreg-Túrban is folyik a víz, Túr-belvíz-főcsatorna elnevezéssel. 
A terület többi jelentősebb folyói közül a Szamosnak például alig maradt természetes kanyarulata, a Krasznát pedig, amely egykor az Ecsedi-lápot táplálta, egy mesterséges mederbe terelték, és míg korábban a Szamosba torkollott, most közvetlenül a Tiszába van vezetve, míg a Szatmár-Beregi-síkságot egykor behálózó kisebb vízfolyások mint a Batár, Gőgő, Tapolnok, Palád, Szenke, Csomota, Csaronda, Szipa mára már nagyrészt belvízgyűjtő csatornákká váltak. 
A folyószabályozások eredményeképpen számos morotva és holtmeder is kialakult, ezek ma főleg a hullámtereken helyezkednek el, de sok a gátakon kívülre is került. Ezekből a holtmedrekből a területen több mocsár és néhány láp is kialakult, azonban a vízrendezések következtében az egykori Ecsedi-lápnak mára csak a neve és a híre maradt fenn, maga a láp majdnem nyomtalanul eltűnt.

## Növényvilága

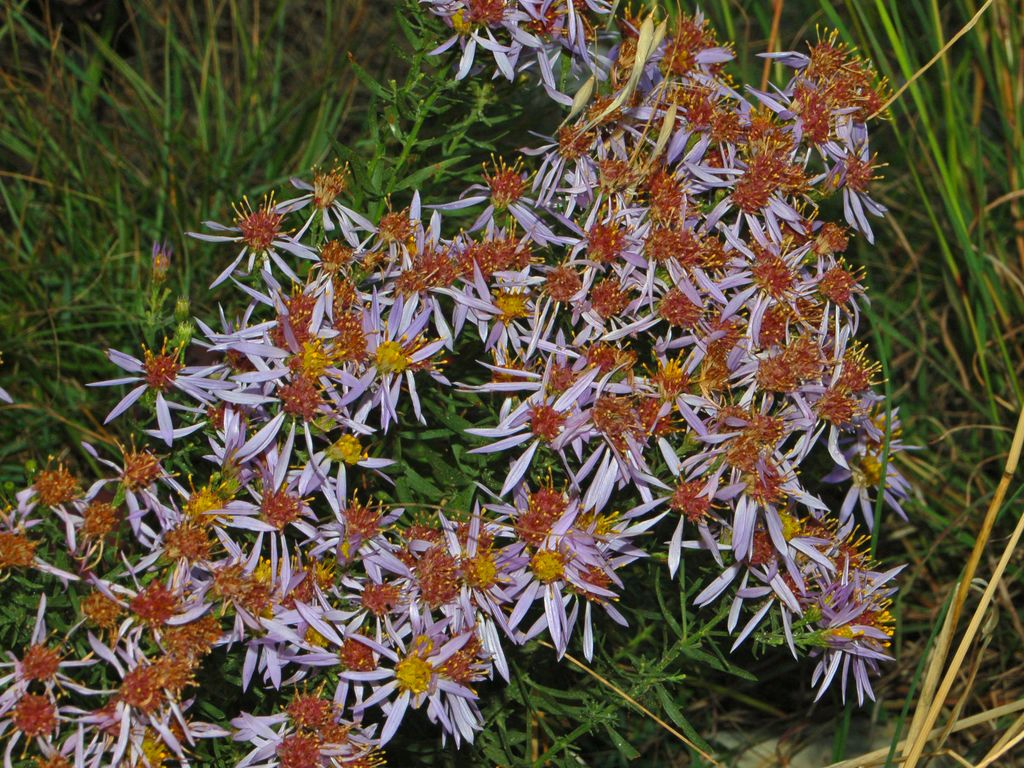
Pettyegetett őszirózsa

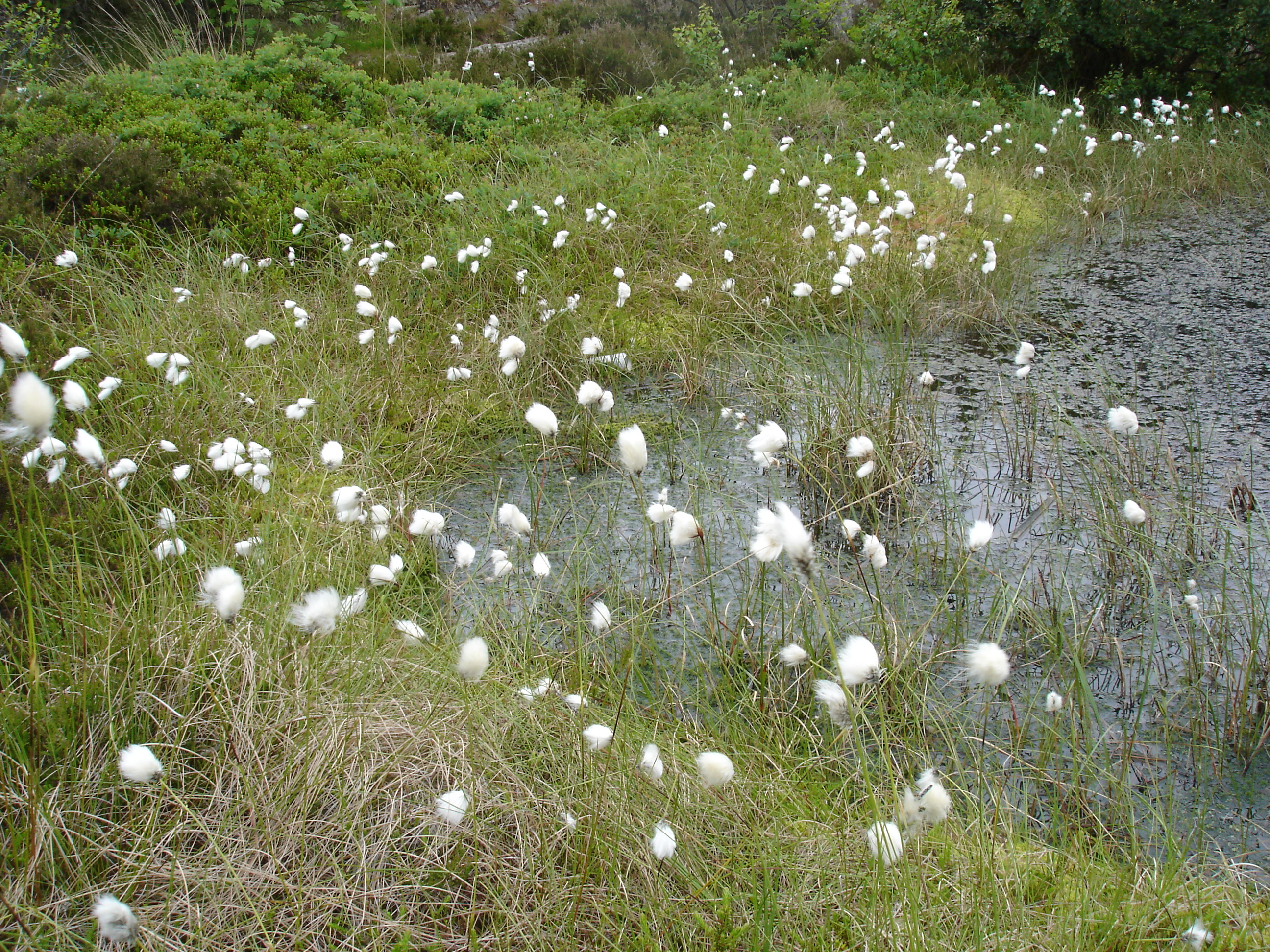
Hüvelyes gyapjúsás

A Szatmár-Beregi-síkság legjellemzőbb növénytársulása az alföldi gyertyános tölgyes, mely az Alföldön már csak itt maradt meg nagyobb területeken, fő élőhelyei a Bockereki-erdő, a Dédai-erdő, a Téb-erdő a beregi részen, míg Szatmárban a Cserköz-erdő és a Kömörői-erdő, melyek fafajai főleg a kocsányos tölgy és a gyertyán. A terület elegyfái főleg vadcseresznye, magyar kőris, mezei juhar, mezei szil, de a Dédai-erdőben előfordul a bükk is. Cserjeszintjét a veresgyűrű som, a cseregalagonya, a csíkos kecskerágó és tatár juhar alkotja, gyepszintjének pedig fő alkotói a bogláros szellőrózsa, berki szellőrózsa, odvas keltike, orvosi tüdőfű, tavaszi lednek, valamint a galambvirág, de előfordul a kapotnyak, hagymás fogasír, szagos müge, salamonpecsét és a hóvirág is, és ritkábban a közönséges kígyónyelv, farkasszőlő és békabogyó is, és a Nagy-Alföldön csak itt él a tavaszi tőzike, a kárpáti sáfrány, a réti kardvirág és az erdélyi csillagvirág és a hazánkban csak itt tenyésző fiókás tyúktaréj is.
A folyók ártereiben főleg puhafás ligeterdők találhatók, melyek fáit a fehér fűz, törékeny fűz és a fehér nyár és fekete nyár alkotják, cserjeszintjében pedig a hamvas szeder, a süntök és a parti szőlő alkot áthatolhatatlan bozótost. Gyepszintjében pedig megtalálható a védett nyári tőzike. 
A legelők és kaszálók közül említést érdemelnek a fáslegelők, mint például a Rókás, a Lónyai-fáslegelő, vagy az Erethegyi-legelő, melyek erdők kiirtása során meghagyott úgynevezett hagyásfákkal tarkított öreg, leginkább kocsányos tölgy és vadkörtefák hűs árnyat adtak a legelők állatainak és a pásztornak egyaránt. A legelők fő növényei a réti ecsetpázsit, réti csenkesz, veresnadrág csenkesz, de nem ritka a szikesedést jelző hernyópázsit sem.  Növényfajai között fellelhető a kornistárnics, az őszi vérfű, pettyegetett őszirózsa, a szibériai nőszirom, az őszi kikerics, a kotuliliom, de előfordul több kosborféle is, mint a mocsári kosbor, vagy az agárkosbor.
A Szatmár-Beregi-síkság legnagyobb növénytani értékét a gyapjúsásos dagadólápok képviselik, mint a Bábtava és a Nyíres-tó, melyek fennmaradásukat az őket körülvevő erdők által létrehozott sajátos mikroklímának köszönhetik. Az itteni lápok főleg a folyók  morotváiban alakultak ki. E dagadólápokat az elhalt tőzegmoha vastag rétege alkotja, ezt a "szigetet"  éger- és fűzláp, magassásos, harmatkásás lápi és mocsári társulások övezik. A dagadóláp "alapját" a tőzegmohák által létrehozott zsombék-semlyék rendszer alkotja. E zsombékokon él a hüvelyes gyapjúsás, míg a semlyékek jellemző növénye a vidrafű. Magyarországon csak itt fordul elő a tőzegorchidea, de a tőzegáfonya is csak a Beregben maradt fenn természetes módon. E lápok jellemző növényfaja még a tőzegpáfrány, a tőzegeper, a mocsári kocsord és a gyilkos csomorika is, míg a ritkás, alacsony lombkoronaszintet szőrös nyír és közönséges nyír, rezgő nyár, a cserjeszintet pedig a füles fűz, a hamvas fűz és kutyabenge alkotja, míg terület jellegzetes faja a babérfűz is csak itt a Szatmár-Beregi-síkságon és a Nyírség lápjain található meg. 
A folyók és kisebb vízfolyások holtmedreiben pedig változatos mocsári és hínárvegetációt található. Legelterjedtebbek a tócsagaz-süllőhínár-rence társulások, de helyenként nagy tömegben él itt a fehér tündérrózsa, a vízitök, és a sulyom is.

## Galéria

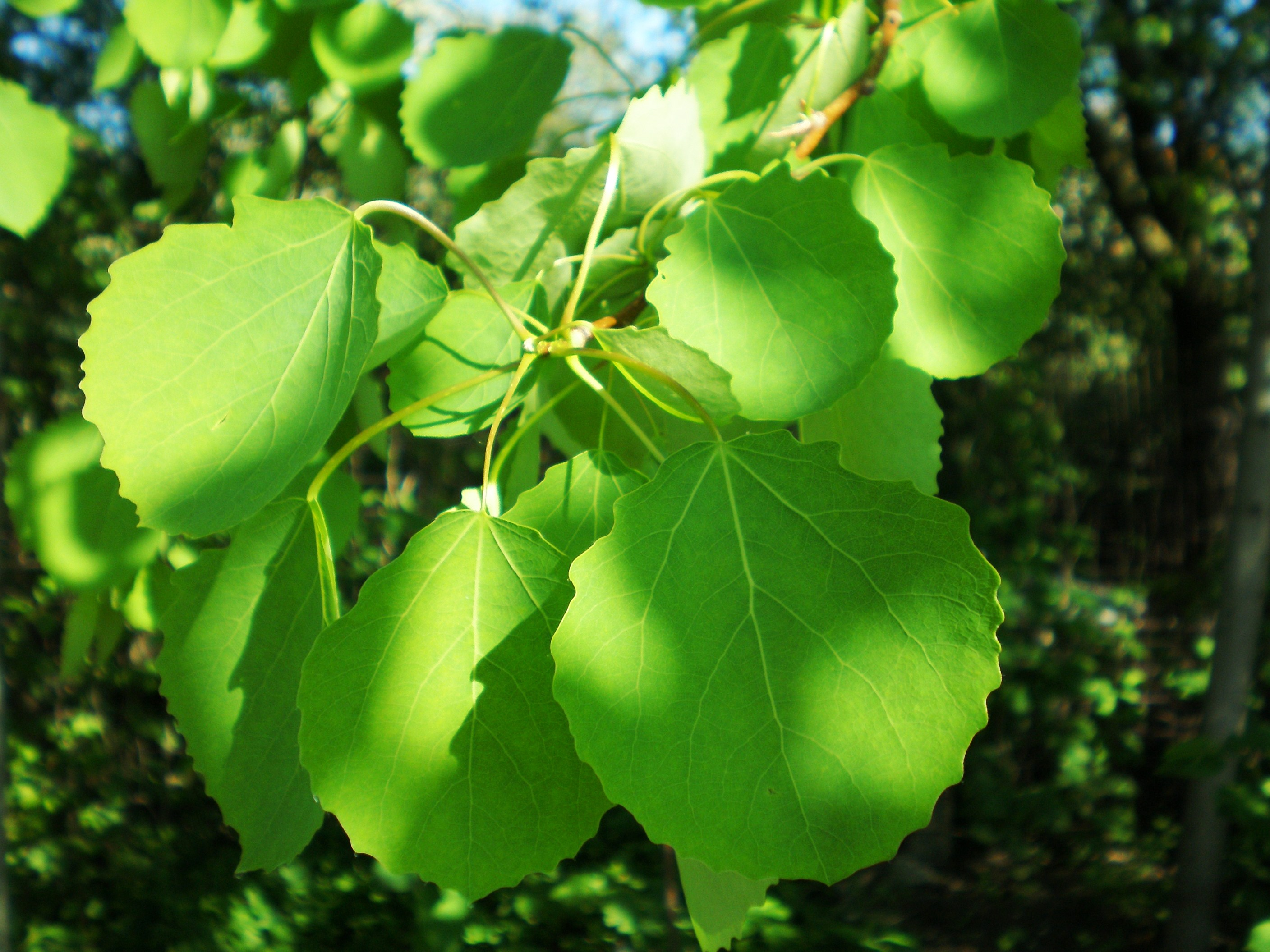
A Rezgőnyár levele
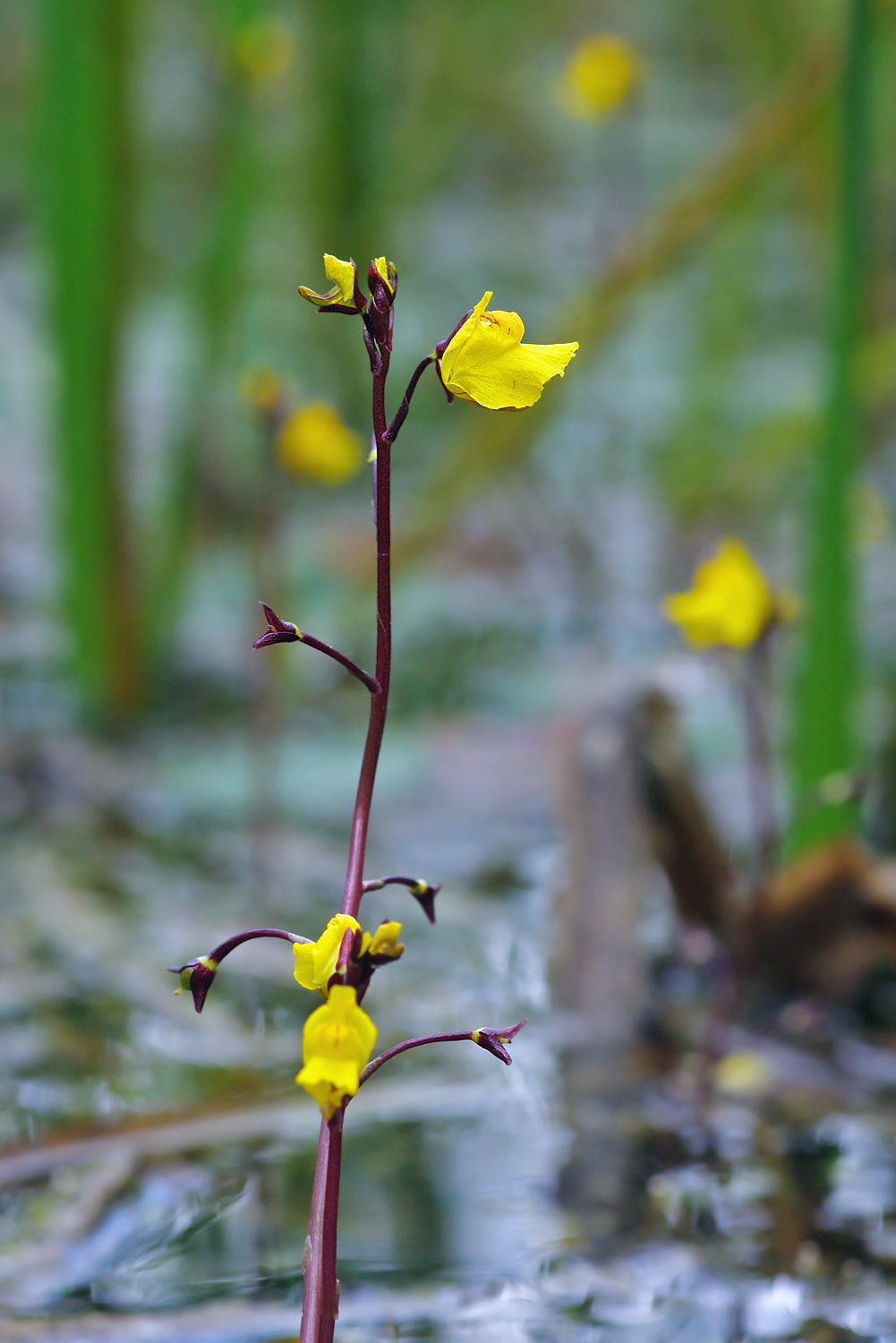
Rence
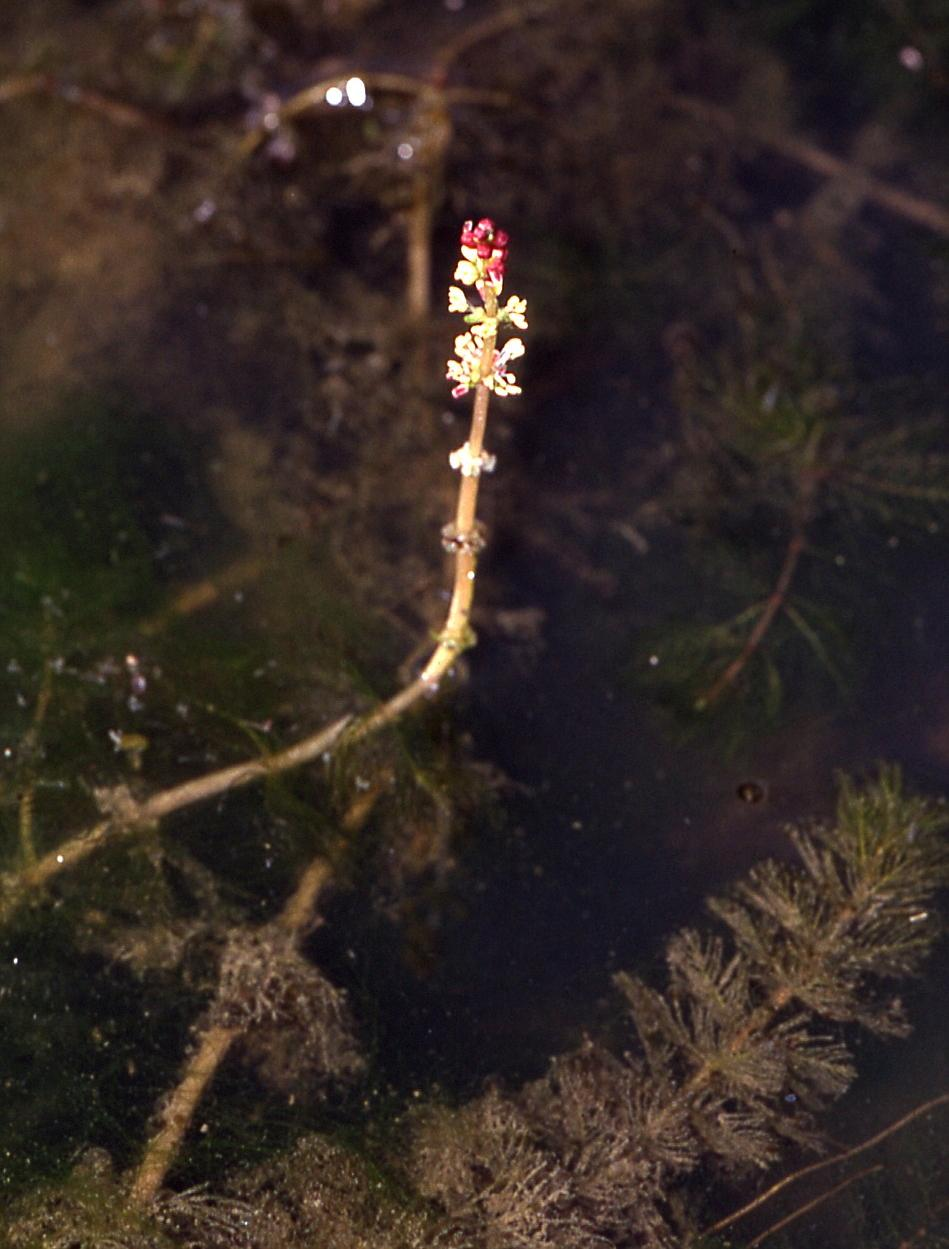
Süllőhínár
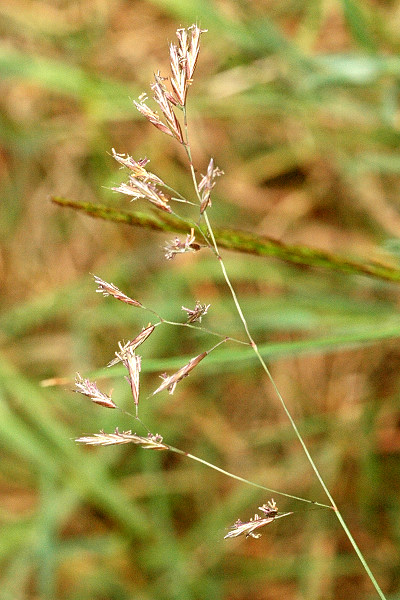
Veresnadrág csenkesz
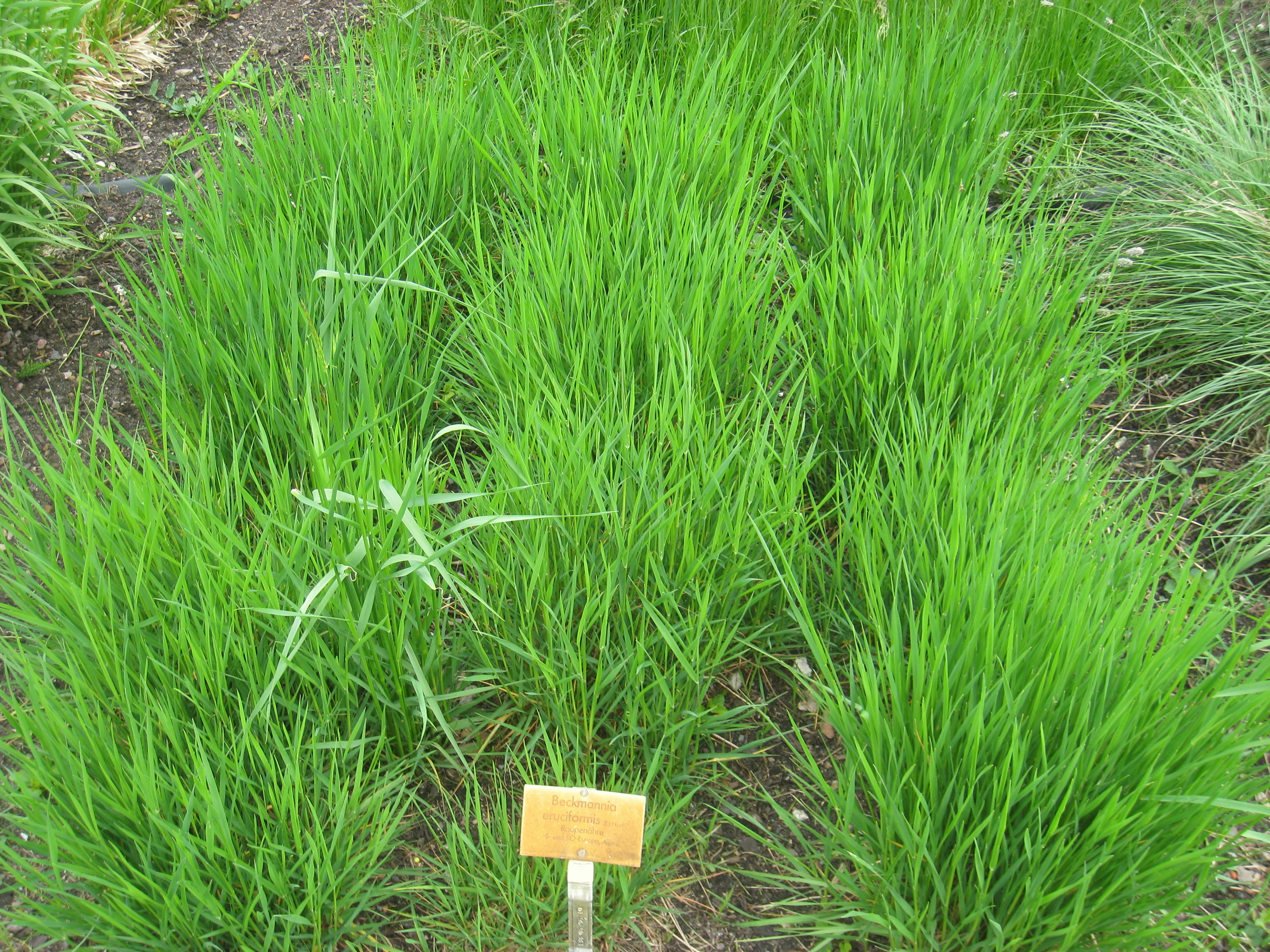
Hernyópázsit
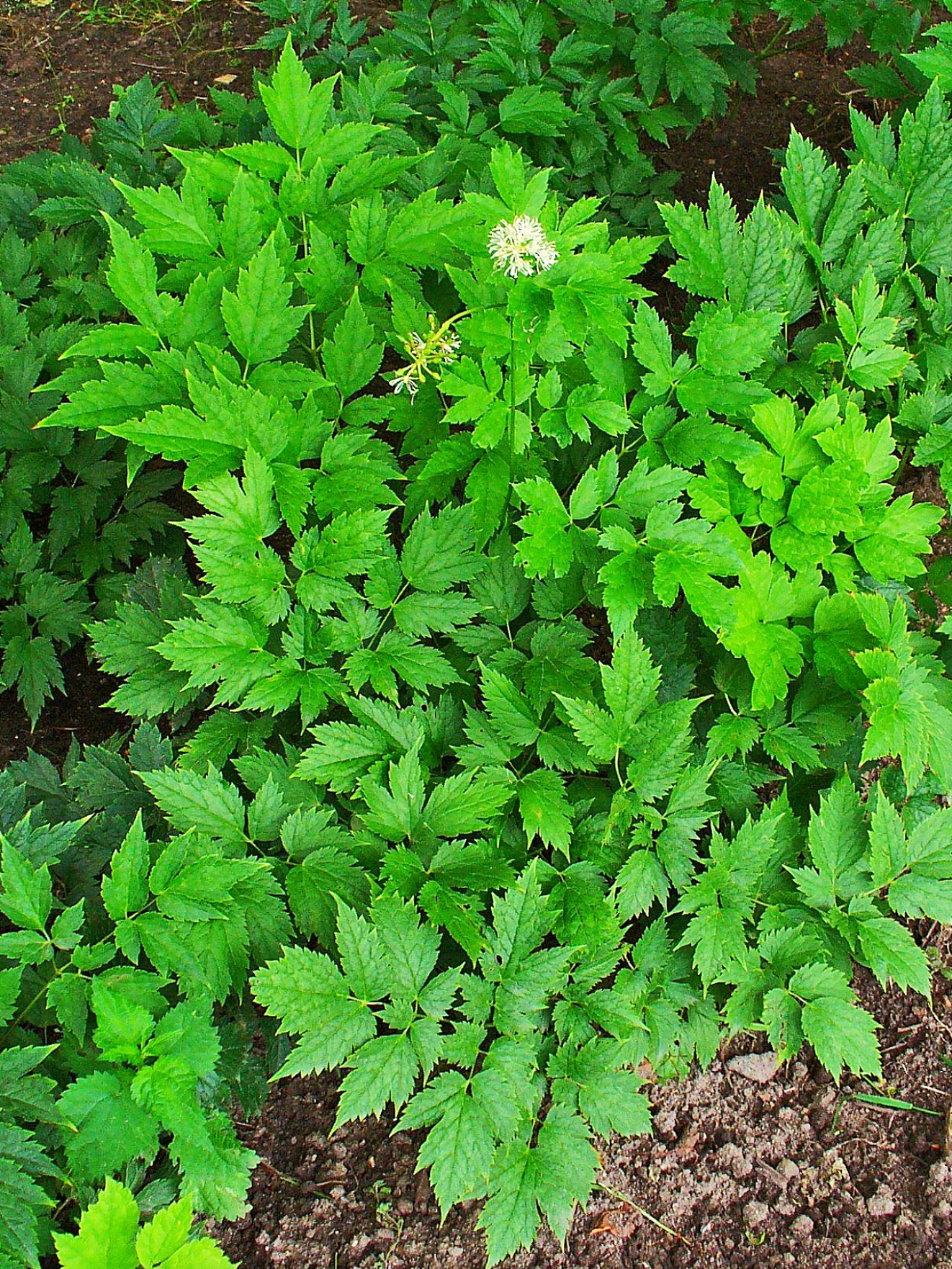
A fekete békabogyó virága
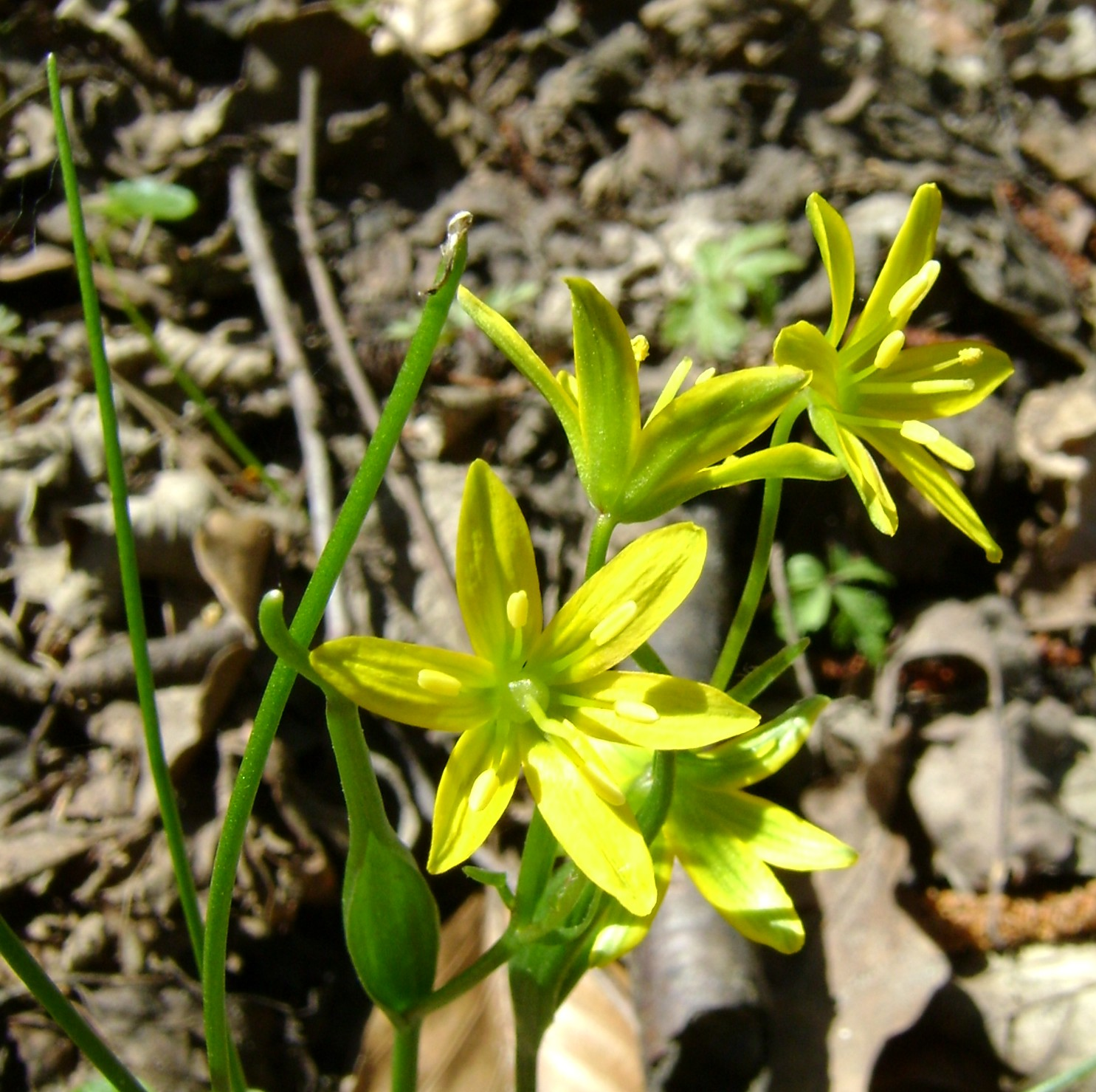
Fiókás tyúktaréj
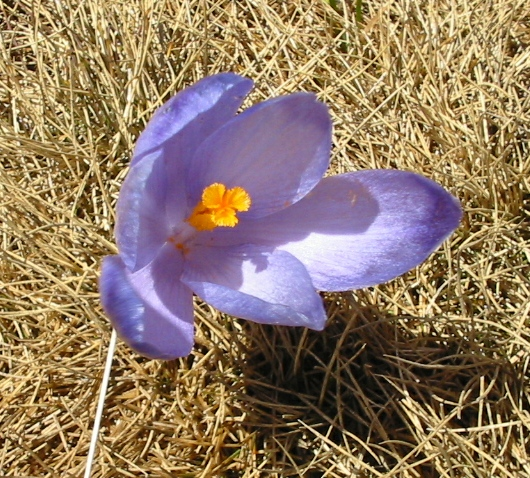
Kárpáti sáfrány
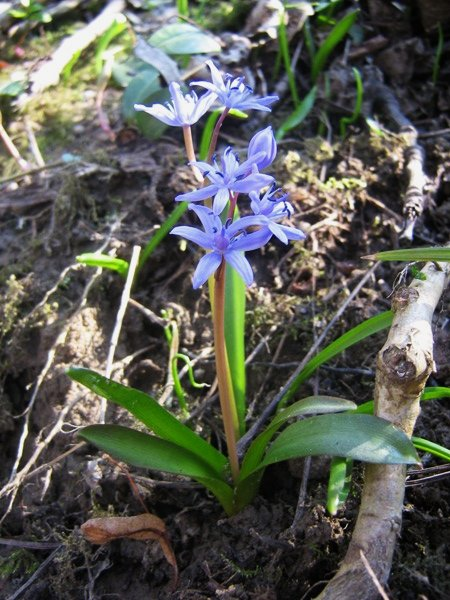
Erdélyi csillagvirág

## Állatvilága
A terület állatvilága hasonlóan a növényekhez ugyancsak gazdag, melyben az alföldi és a hegyvidéki faunaelemek keverednek. Ez utóbbit a Kárpátok közelsége, erdeinek és lápjainak hűvös és nedves mikroklímája, élőhelyeinek zavartalansága teszi lehetővé. 